# 梅若瓦區

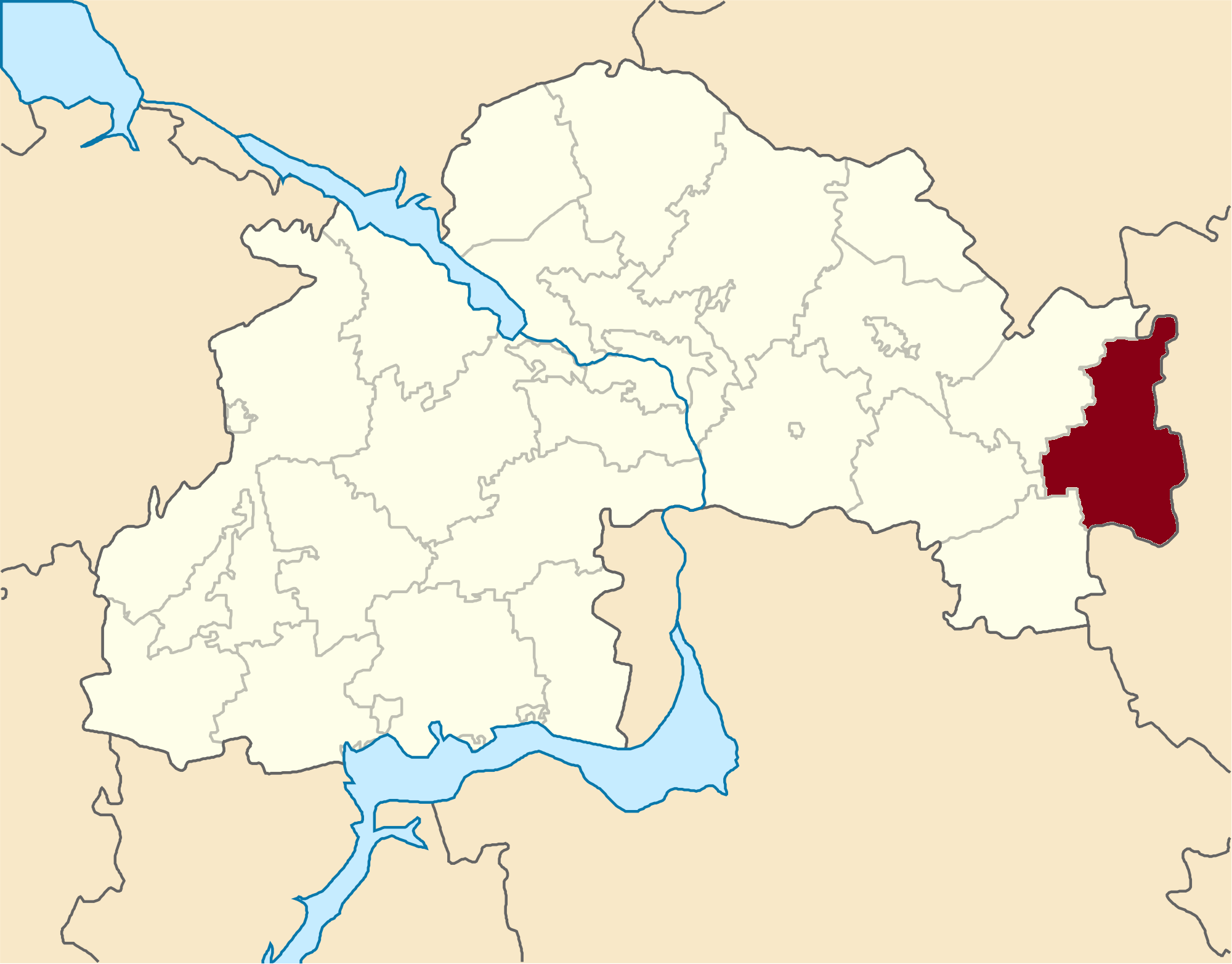
梅若瓦區在第聶伯羅彼得羅夫斯克州的位置

48°15′N 36°43′E / 48.250°N 36.717°E
梅若瓦區（烏克蘭語：Межівський район），是烏克蘭中部第聶伯羅彼得羅夫斯克州的一個旧區，区府为梅若瓦，面積1,250平方公里，2013年人口24,726，人口密度每平方公里19.78人。